# Термокондуктометричний датчик метану
Термокондуктометричний датчик метану (рос. термокондуктометрический датчик метана, англ. methane thermoconductometric detector, нім. Methan-Thermomessgeber m) — датчик, що забезпечує безперервне вимірювання вмісту метану в шахтній атмосфері в межах 0 — 99,9 %; максимальна приведена похибка 10 %; виконавчий пристрій датчика спрацьовує при об'ємній частці метану в шахтній атмосфері 30,0 і 50,0 %. Застосовується в апаратурі вимірювання і контролю вмісту метану в дегазаційній мережі. Рівень і вид вибухозахисту РВ, ЗВ, РО, Іа. Розробка Національного гірничого університету (м. Дніпропетровськ).